# 249044 Barrymarshall
249044 Barrymarshall este o planetă minoră (asteroid), cu un diametru de 1,14 km, din centura de asteroizi. A fost descoperită pe 15 octombrie 2007 la Borbona de Vincenzo Silvano Casulli⁠(d). 
Obiectul prezintă o orbită caracterizată de o semiaxă mare de 2,2123617648782 UAi, o excentricitate de 0,21, o înclinație de 4,3 ° în raport cu ecliptica.